# Droga krajowa B441 (Niemcy)
Droga krajowa 441 (niem. Bundesstraße 441) – niemiecka droga krajowa przebiegająca z zachodu na wschód na zachód od Hanoweru i łączy ze sobą drogę B61 w Uchte z drogą B6 w Hanowerze w Dolnej Saksonii.